# 光叶巴豆
光叶巴豆（学名：Croton laevigatus）为大戟科巴豆属下的一个种。

## 扩展阅读
- 維基物種上的相關：光叶巴豆